# Ваньково (Ленинградская область)
Ваньково — деревня в Коськовском сельском поселении Тихвинского района Ленинградской области.

## История
Деревня Войкова упоминается на карте Новгородского наместничества 1792 года А. М. Вильбрехта.
Как деревня Ванькова она обозначена на «Специальной карте западной части России» Ф. Ф. Шуберта 1844 года.

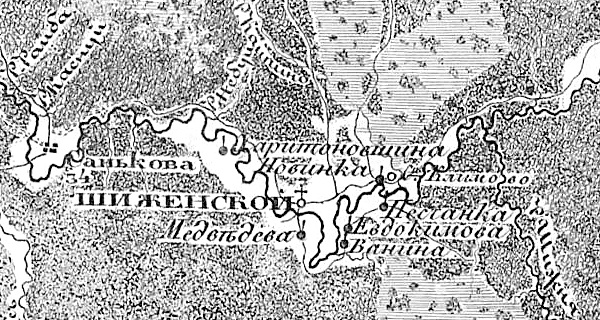
Деревня Ваньково на карте 1847 года

На семитопографической карте Новгородской губернии 1847 года упоминается как деревня Ванина.

ВАНЬКОВО — деревня Новинского общества, прихода Шиженского погоста. Река Шижна. 

Крестьянских дворов — 7. Строений — 14, в том числе жилых — 11. 

Число жителей по семейным спискам 1879 г.: 19 м. п., 20 ж. п.; по приходским сведениям 1879 г.: 20 м. п., 20 ж. п.

В конце XIX — начале XX века деревня административно относилась к Саньковской волости 1-го земского участка 2-го стана Тихвинского уезда Новгородской губернии.

ВАНЬКОВО — деревня Новинского общества, дворов — 11, жилых домов — 12, число жителей: 30 м. п., 36 ж. п.
 
Занятия жителей — земледелие, лесные заработки. Река Шижна. (1910 год)

Согласно карте Ленинградской области Северо-западного аэрогеодезического треста ГГУ издания 1932 года деревня насчитывала 7 крестьянских дворов.
По данным 1933 года деревня Ваньково входила в состав Шиженского сельсовета.
По данным 1966, 1973 и 1990 годов деревня Ваньково также входила в состав Шиженского сельсовета.
В 1997 году в деревне Ваньково Шиженской волости проживали 11 человек, в 2002 году — 7 человек (все русские).
В 2007 году в деревне Ваньково Коськовского СП проживали 7 человек, в 2010 году — 1.

## География
Деревня расположена в северо-западной части района на автодороге 41К-886 (Коськово — Исаково).
Расстояние до административного центра поселения — 14 км.
Расстояние до ближайшей железнодорожной станции Тихвин — 65 км.
Деревня находится на левом берегу реки Шижня.

## Демография
| 2007 | 2010 | 2017 |
| ---- | ---- | ---- |
| 7    | ↘1   | →1   |

### Национальный состав
Согласно данным Всероссийской переписи населения 2021 года в деревне проживали 6 человек, из них:
 русские — 4, калмыки — 1, таджики — 1 человек.